# Xenoturbella churro
Xenoturbella churro ist eine Art der Gattung Xenoturbella, die 2016 gemeinsam mit drei weiteren Arten der Gattung beschrieben wurde. Die Tiere stellen eine Gruppe wurmartiger mehrzelliger Tiere dar und werden mit den Acoelomorpha zu den Xenacoelomorpha zusammengefasst.

## Merkmale
Xenoturbella churro entspricht in ihren Merkmalen den anderen bekannten Arten der Gattung und erreicht eine Körperlänge von etwa 10 Zentimetern. Die Tiere sind einfarbig rosa bis violett gefärbt, und die Rückenseite ist durch vier tiefe Furchen entlang der Körperachse geprägt. Zudem wurden eine Ringfurche und eine Seitenfurche entdeckt. Vor der Ringfurche ist der Körper abgerundet, zum Körperende verjüngt er sich deutlich. Die Mundöffnung ist im entspannten Zustand oval, sie liegt an der Unterseite etwa in der Mitte zwischen dem Vorderende und der Ringfurche. Das Epidermisnetz nimmt etwa zwei Drittel der Bauchseite ein. Die Körperwand enthält sowohl rücken- wie bauchseitig Gameten.
Im Gewebe wurde bei dem Holotypus neben der DNA der Art auch solche der zu den Vesicomyidae zählenden Muschel Calyptogena pacifica identifiziert.

## Fundorte und Lebensweise
| \| Guaymas- Falte \|            |
| Fundort von Xenoturbella churro |
| Guaymas- Falte                  |

Die Art wurde anhand eines weiblichen Exemplars aus der Guaymas-Verwerfung im Golf von Kalifornien, Mexiko, aus 1722 Metern Tiefe beschrieben. Das Tier lag nur etwa 30 Zentimeter vom mexikanischen Paratypus von Xenoturbella monstrosa entfernt und wurde gemeinsam mit diesem und weiteren Benthos-Organismen mit Hilfe eines Remotely Operated Vehicle (ROV) vom Meeresboden abgesaugt.
Über die Lebensweise der Tiere liegen keine Angaben vor.

## Systematik
Xenoturbella churro wurde 2016 als eigenständige Art gemeinsam mit drei weiteren Arten der Gattung von einer Arbeitsgruppe unter der Leitung von Greg W. Rouse wissenschaftlich beschrieben. Aufgrund der deutlichen Ähnlichkeit zu den bereits beschriebenen Arten der Gattung Xenoturbella wurde sie gemeinsam mit den anderen neuen Arten ebenfalls in diese Gattung eingestellt.
Auf der Basis einer molekularbiologischen DNA-Analyse wurde die Verwandtschaft der bisher bekannten Arten untersucht, demnach bildet X. churro gemeinsam mit X. profunda und X. monstrosa ein gemeinsames Taxon von Tiefseearten, die den Flachwasserarten X. bocki und X. hollandorum gegenüber stehen.

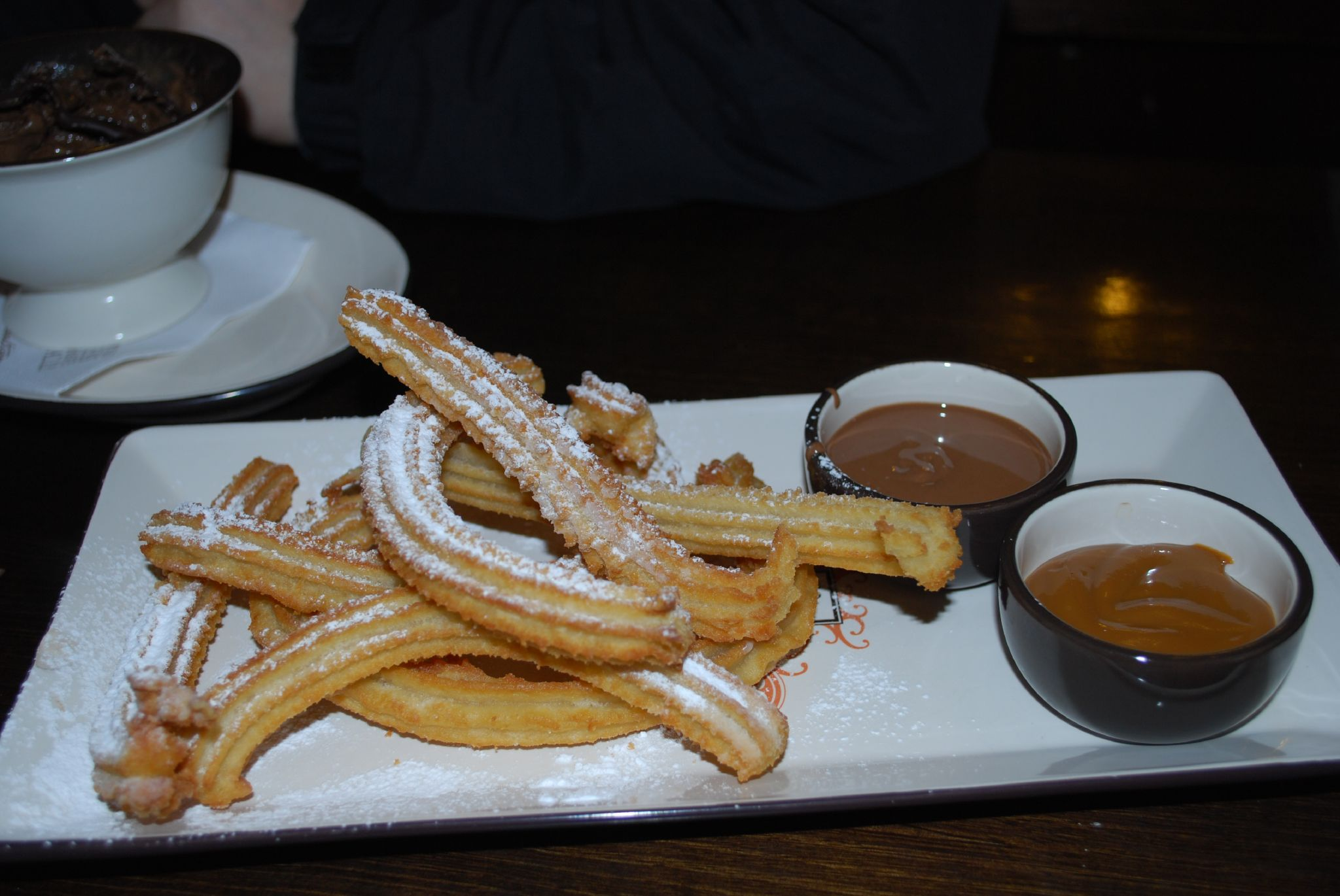
Churros, auf der Iberischen Halbinsel beliebtes Fettgebäck

Der Namenszusatz churro leitet sich von einem in Lateinamerika und auf der Iberischen Halbinsel beliebten Fettgebäck, dem Churro, ab. Die Erstbeschreiber fühlten sich durch die Form der Tiere an diese erinnert.

## Belege
1. 1 2 3 4 5 6 7 8  Greg W. Rouse, Nerida G. Wilson, Jose I. Carvajal, Robert C. Vrijenhoek: New deep-sea species of Xenoturbella and the position of Xenacoelomorpha. Nature 530, 4. Februar 2016; S. 94–97 doi:10.1038/nature16545
2. ↑  Johanna Taylor Cannon, Bruno Cossermelli Vellutini, Julian Smith,	Fredrik Ronquist, Ulf Jondelius, Andreas Hejnol: Xenacoelomorpha is the sister group to Nephrozoa. Nature 530, 4. Februar 2016; S. 89–93 doi:10.1038/nature16520